# سرژ پولس
سرژ پولس (انگلیسی: Serge Pauwels؛ زادهٔ ۲۱ نوامبر ۱۹۸۳) دوچرخه‌سوار اهل بلژیک است.
از باشگاه‌هایی که در آن بازی کرده‌است می‌توان به تیم دایمنشن دیتا، اسپورت فلاندر-بالوزه، تیم اسکای، و تیم کوئیک‌استپ فلورز اشاره کرد.